# Fachgruppe Brückenbau

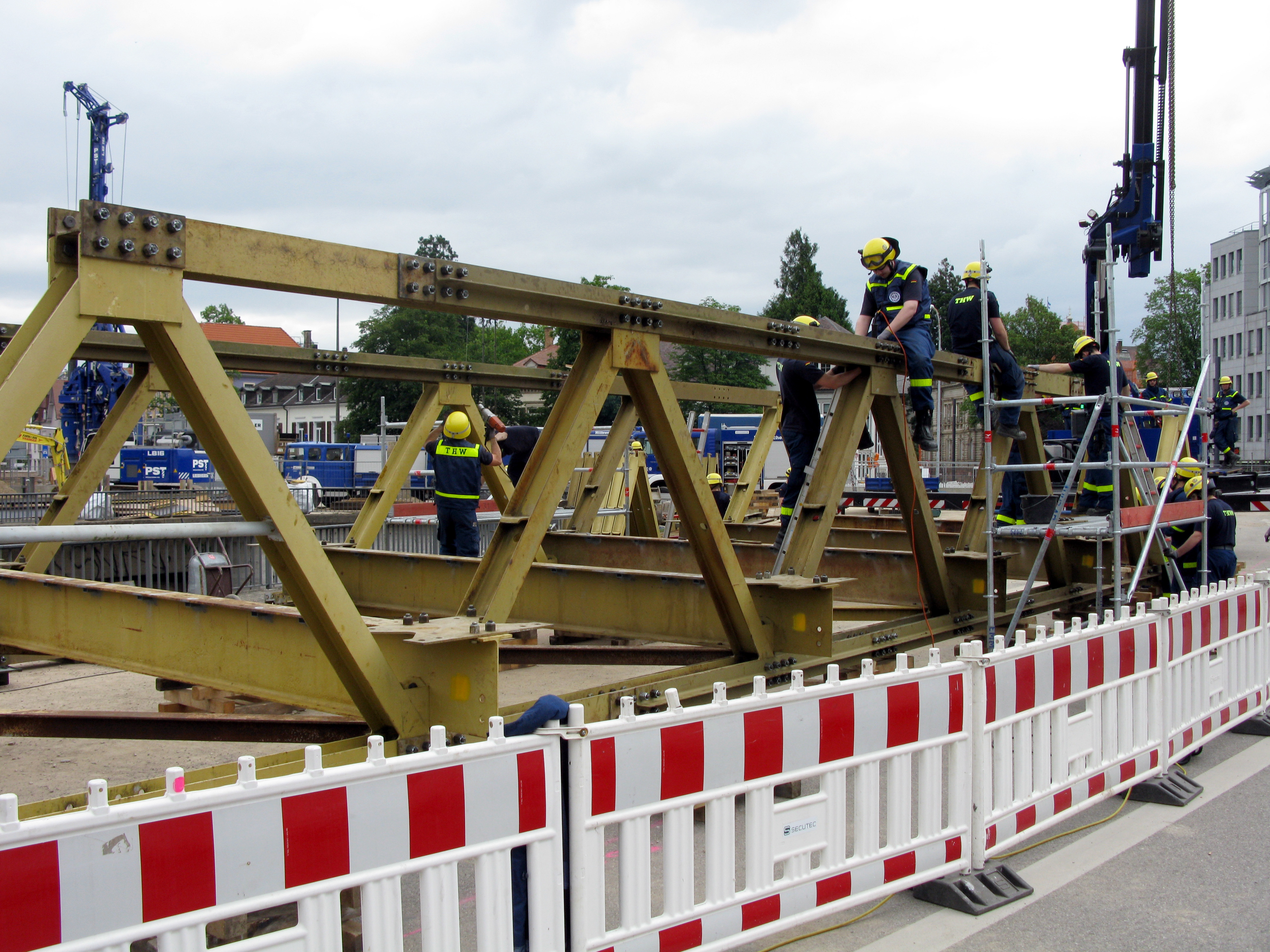
Rad- & Fußgängerbrücke im Aufbau

Die Fachgruppe Brückenbau (FGr BrB) ist eine Fachgruppe des THW. Sie errichtet temporäre Übergänge, Brücken und repariert bzw. sichert zerstörte Brückenteile zur Aufrechterhaltung der logistischen Infrastruktur und von Verkehrsverbindungen für die Einheiten des THW, für andere Hilfskräfte und für die Bevölkerung. Dabei kommen Bailey-Brücken und D-Brücken zum Einsatz. Bundesweit sind 16 Fachgruppen Brückenbau aufgestellt.

## Fahrzeuge/Ausstattung
Die Fachgruppe ist Teil des Technischen Zuges. Zu ihrer Ausstattung gehören:
- Lastkraftwagen mit Ladekran 780 kNm / Autokran
- Mehrzweckgerätewagen
- Anhänger Plattform, mit Aufnahmen für Container (12 Tonnen Zuladung)

## Personal/Stärke
Das Personal besteht aus vier Unterführern (ein Gruppenführer, drei Truppführer) und 14 Helfern (0/4/14/18).
Die 14 Fachhelfer haben folgende Zusatzfunktionen (Doppel-Zusatzfunktionen notwendig, z. B.: Kraftfahrer und Sprechfunker):
- 4 Kraftfahrer CE
- 2 Kranführer Mobilkran/Fahrzeugkran
- 4 Sprechfunker
- 1 Sanitätshelfer
- 2 THW-Schweißer bzw. Brennschneider
- 2 Bediener Hubarbeitsbühne